# کوین لاوتون
کوین لاوتون (انگلیسی: Kevin Lawton; ۲۸ سپتامبر ۱۹۶۰ – ) قایقران روئینگ اهل نیوزیلند بود.
وی در مسابقات کشوری و بین‌المللی در مجموع برندهٔ ۱ مدال برنز شده‌است.